# Pierpaolo Ficara
Pierpaolo Ficara (né le 16 février 1992 à Syracuse) est un coureur cycliste italien.

## Biographie
Entre 2016 et 2019, il est membre de l'équipe Amore & Vita.
Grimpeur, il obtient des victoires sur des courses mineures et quelques places d'honneur en Italie, dont une quatrième place sur le Tour des Apennins 2016 et une cinquième place sur la Coppa Agostoni 2018.
En 2020, il rejoint l'équipe continentale malaisienne l'équipe Sapura. En 2021, il participe principalement à des courses de VTT. En octobre, il est contrôlé positif au Clostebol lors d'un test hors compétition. Cette substance est contenue dans une pommade en vente libre en pharmacie qui est utilisée pour traiter les lésions, les ulcères cutanés et les plaies. Il est provisoirement suspendu. En décembre 2021, il est finalement acquitté, sans sanction retenue contre lui. En février, il décide d'abandonner le cyclisme sur route pour le VTT.

## Palmarès
- 2008
  - 2e du Gran Premio Sportivi di Sovilla
- 2013
  - 3e du Trofeo Tosco-Umbro
- 2014
  - Trofeo SC Corsanico
- 2015
  - Coppa Penna
  - Trofeo Dover Bonfanti
  - Grand Prix de la ville de Montegranaro
  - Grand Prix Colli Rovescalesi
  - Trophée Rigoberto Lamonica
  - Gran Premio delle Signe
  - Trofeo Festa Patronale
  - 2e du Trofeo Alta Valle del Tevere
  - 2e du Trophée Matteotti amateurs
  - 2e du Trofeo Sportivi di Briga
  - 2e du Gran Premio Ezio Del Rosso
  - 3e du Gran Premio Chianti Colline d'Elsa
- 2017
  - Fenkel Northern Redsea
  - 1re étape du Tour d'Albanie
  - 2e étape du Tour du Jura
  - 2e du Tour d'Albanie
- 2018
  - 3e du Tour d'Almaty
- 2019
  - 2e du Tour de Savoie Mont-Blanc
  - 3e du Taiwan KOM Challenge

## Classements mondiaux
| Année                                 | 2015 | 2016 | 2017 | 2018 | 2019 | 2020 |
| ------------------------------------- | ---- | ---- | ---- | ---- | ---- | ---- |
| Classement mondial                    |      | 859e | 405e | 609e | 376e | 352e |
| UCI Europe Tour                       | 735e | 551e | 347e | 714e | 302e | 288e |
| UCI Asia Tour                         | nc   | nc   | nc   | 122e |      |      |
| UCI America Tour                      | nc   | nc   | 170e | nc   |      |      |
| UCI Africa Tour                       | nc   | nc   | 57e  | nc   |      |      |
|                                       |      |      |      |      |      |      |
| Légende : nc = non classéSource : UCI |      |      |      |      |      |      |